# Avram Iancu (Bihor)
Pour les articles homonymes, voir Avram Iancu (homonymie).
Avram Iancu (Keményfok en hongrois, Kemmen en allemand) est une commune roumaine du județ de Bihor, en Transylvanie, dans la région historique de la Crișana et dans la région de développement Nord-Ouest.

## Géographie
La commune d'Avram Iancu est située dans l'extrême sud-ouest du județ, à la limite avec le județ d'Arad à la frontière avec la Hongrie, sur la rive droite du Crișul Negru, dans la plaine de Salonta, à 18 km au sud de Salonta et à 65 km au sud-ouest d'Oradea, le chef-lieu du județ.
La municipalité est composée des trois villages suivants, nom hongrois, (population en 2002) :
- Ant, Ant, (190) ;
- Avram Iancu, Keményfok, (1 992), siège de la commune ;
- Tămașda, Tamáshida, (1 135).

## Histoire
La première mention écrite du village de Tămașda date de 1169 sous le nom de Villa Tamasd. Le village d'Avram Iancu a lui été fondé au début du XXIe siècle après que la plaine eut été assainie.
La commune, qui appartenait au royaume de Hongrie, en a donc suivi l'histoire. Au XVIIe siècle, le village de Tămașda est détruit par les combats entre Hongrois et Turcs.
Après le compromis de 1867 entre Autrichiens et Hongrois de l'empire d'Autriche, la principauté de Transylvanie disparaît et, en 1876, le royaume de Hongrie est partagé en comitats. Avram Iancu intègre le comitat de Bihar (Bihar vármegye), dans le district de Nagy Szálonta.
À la fin de la Première Guerre mondiale, l'Empire austro-hongrois disparaît et la commune rejoint la Grande Roumanie au traité de Trianon. Le roi Ferdinand Ier de Roumanie installe des colons roumains et leur donne des terres à exploiter, le village prend alors le nom de Regina Maria, en hommage à sa femme, la reine Marie.
En 1940, à la suite du deuxième arbitrage de Vienne, la commune n'est pas annexée par la Hongrie et reste sous souveraineté roumaine. C'est durant cette période que sa petite communauté juive est exterminée.
La commune change de nom pendant la période communiste et prend le nom d'un des chefs roumains de la révolution de 1848, Avram Iancu.

## Politique
| Période                                  | Période  | Identité            | Étiquette | Qualité |
| ---------------------------------------- | -------- | ------------------- | --------- | ------- |
| Les données manquantes sont à compléter. |          |                     |           |         |
|                                          | 2016     | Teodor Liviu Matica | PNL       |         |
| 2016                                     | En cours | Traian Miclea       | PNL       |         |

| Parti | Parti                                                 | Sièges |
| ----- | ----------------------------------------------------- | ------ |
|       | Parti national libéral (PNL)                          | 7      |
|       | Parti social-démocrate (PSD)                          | 5      |
|       | Union nationale pour le progrès de la Roumanie (UNPR) | 1      |

## Religions
En 2002, la composition religieuse de la commune était la suivante :
- Chrétiens orthodoxes, 71,32 % ;
- Pentecôtistes, 10,91 % ;
- Réformés, 9,52 % ;
- Baptistes, 6,69 % ;
- Catholiques romains, 0,63 % ;
- Adventistes du septième jour, 0,51 %.

## Démographie
En 1910, à l'époque austro-hongroise, la commune comptait 2 159 Hongrois (68,13 %), 965 Roumains (30,45 %), 27 Allemands (0,85 %) et 13 Slovaques (0,41 %),.
En 1930, on dénombrait 1 983 Roumains (49,81 %), 1 821 Hongrois (45,74 %), 148 Roms (3,72 %), 14 Juifs (0,35 %) et 8 Allemands (0,20 %).
En 1956, après la Seconde Guerre mondiale, 2 896 Roumains (67,52 %) côtoyaient 1 383 Hongrois (32,24 %) et 5 Allemands (0,12 %).
En 2002, la commune comptait 2 477 Roumains (74,67 %), 519 Roms (15,64 %) et 319 Hongrois (9,61 %). On comptait à cette date 1 300 ménages.
| 1880  | 1890  | 1900  | 1910  | 1920  | 1930  | 1941  | 1956  | 1966  |
| ----- | ----- | ----- | ----- | ----- | ----- | ----- | ----- | ----- |
| 2 269 | 2 540 | 2 810 | 3 169 | 3 356 | 3 981 | 4 041 | 4 289 | 4 257 |

| 1977  | 1992  | 2002  | 2007  | - | - | - | - | - |
| ----- | ----- | ----- | ----- | - | - | - | - | - |
| 4 039 | 3 436 | 3 317 | 3 373 | - | - | - | - | - |

## Économie
L'économie de la commune repose sur l'agriculture, et, en particulier, sur les cultures maraîchères, en raison de la richesse de la terre.

## Communications

### Routes
Avram Iancu est située sur la route nationale DN19 (route européenne 671) Oradea-Arad.

### Voies ferrées
La commune est traversée par la ligne Oradea-Arad des Chemins de fer roumains.

## Lieux et monuments
- Avram Iancu, église orthodoxe datant de 1942[7] ;
- Tămașda, église orthodoxe datant de 1905[7] ;
- Tămașda, ruines de la basilique romane des XIIIe et XIVe siècles.